# 海倫娜鎮區 (密歇根州)
海倫娜鎮區（英語：Helena Township）是位於美國密歇根州安特里姆縣的一個行政鎮區。

## 地方資料
海倫娜鎮區的面積為59.70平方千米，當中陸地面積為42.00平方千米，而水域面積為17.70平方千米。根據2020年美國人口普查的數據，當地共有人口937人，而人口密度為每平方千米15.7人。